# Francisco López
Francisco López   (Madrid, 1964) és un músic avantguardista i artista sonor espanyol que ha col·laborat amb més de 100 artistes i ha publicat amb 170 segells discogràfics diferents. És director i comissari de la fonoteca d'art sonor i música experimental SONM de Múrcia.

## Trajectòria
El 1982 i fins al 1986 va fer enregistraments d'insectes (El Internado) ja que és biòleg de formació. Francisco López és un dels principals exponents internacionals de la música experimental i la música electroacústica des del 1985.
Ha creat un univers sonor personal, editant diversos discos amb companyies de més de cinquanta països i ha realitzat concerts i instal·lacions sonores als cinc continents, incloent alguns dels més importants museus i festivals internacionals, com ara: Auditori Nacional de Música de Madrid, Museu Nacional Reina Sofia, Museu d'Art Contemporani de Barcelona, Museu d'Art Modern de París, Festival Internacional de Cinema de Rotterdam, Museu d'Art Contemporani de Castella i Lleó o Sónar.